# Sherwood Stewart
Sherwood Stewart (Goose Creek, 6 giugno 1946) è un ex tennista statunitense.

## Biografia
Specialista nel doppio con oltre cinquanta titoli vinti vinse in coppia con Fred McNair l'Open di Francia 1976 battendo in finale la coppia formata da Brian Gottfried e Raúl Ramírez con un risultato di 7–6(6), 6–3, 6–1. Anni dopo all'Open di Francia 1982 con Ferdi Taygan vinse la competizione nel doppio battendo in finale la coppia composta da Hans Gildemeister e Belus Prajoux, dopo due set 7-5, 6-3 gli avversari si ritirarono.
Sempre in doppio vinse l'Australian Open 1984 esibendosi con Mark Edmondson battendo in finale la coppia Joakim Nyström e Mats Wilander per 6-2, 6-2, 7-5. All'US Open 1978 giunse in finale con lo specialista Marty Riessen venendo battuti da Bob Lutz e  Stan Smith dopo aver vinto un primo set.